# دانشگاه هالینز

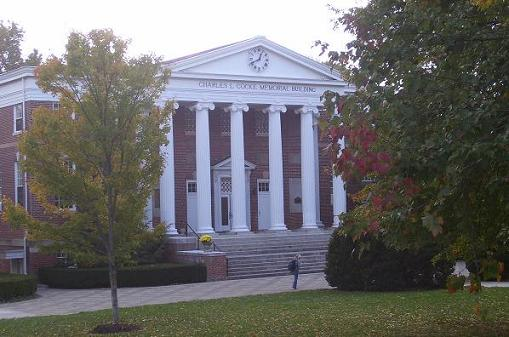
دانشگاه هالینز یک دانشگاه خصوصی در هالینز، ویرجینیا است. این مدرسه در سال ۱۸۴۲ به عنوان مدرسه علمیه اتحادیه دره در محله تاریخی بوتتورت اسپرینگز تأسیس شد

دانشگاه هالینز یک دانشگاه خصوصی در هالینز، ویرجینیا است. این مدرسه در سال ۱۸۴۲ به عنوان مدرسه علمیه اتحادیه دره در محله تاریخی بوتتورت اسپرینگز تأسیس شد و یکی از قدیمی‌ترین موسسات آموزش عالی برای زنان در ایالات متحده است. این مؤسسه اولین بار در سال ۱۸۴۲ توسط کشیش جاشوا بردلی به عنوان مدرسه علمیه اتحادیه دره مختلط تأسیس شد. بردلی در سال ۱۸۴۵ به میسوری رفت و در سال ۱۸۴۶، متولیان این مؤسسه یک مربی ریاضی ۲۵ ساله از ریچموند به نام چارلز لوئیس کوک را برای مدیریت مؤسسه استخدام کردند.